# Crillon
Crillon – miejscowość i gmina we Francji, w regionie Hauts-de-France, w departamencie Oise.
Według danych na rok 1990 gminę zamieszkiwało 440 osób, a gęstość zaludnienia wynosiła 51 osób/km² (wśród 2293 gmin Pikardii Crillon plasuje się na 580. miejscu pod względem liczby ludności, natomiast pod względem powierzchni na miejscu 560.).